# فوكوشيما (مدينة)
فوكوشيما (باليابانية: 福島市 فوكوشيما-شي) مدينة في اليابان وعاصمة محافظة فوكوشيما، تقع في منطقة توهوكو من جزيرة هونشو، على بعد حوالي 250 كم إلى الشمال من طوكيو و80 كم إلى الجنوب من سنداي.
بعد زلزال وتسونامي سنة 2011 ، عانت مدينة فوكوشيما قدرا كبيرا من الضرر الذي سببه الزلزال .
تسبب التسونامي الذي خلف الزلزال في كوارث أخرى : ثلاثة من المفاعلات النووية تعرضت إلى انقطاع تبريدها فأنصهر الوقود النووي في قلبها فيما يسمى «الحادث الأعظم» Super-GAU ، وضطرت الجهات المسؤولة بإخلاء نحو 170.000 من السكان بسبب تسريبات المواد المشعة التي رافقت ذلك . ولكن مدينة فوكوشيما نفسها فلم تصلها تلك النفايات الخطيرة.

## المناخ
يظهر الجدول التالي التغييرات المناخية على مدار السنة لفوكوشيما:
| البيانات المناخية لـفوكوشيما        | البيانات المناخية لـفوكوشيما | البيانات المناخية لـفوكوشيما | البيانات المناخية لـفوكوشيما | البيانات المناخية لـفوكوشيما | البيانات المناخية لـفوكوشيما | البيانات المناخية لـفوكوشيما | البيانات المناخية لـفوكوشيما | البيانات المناخية لـفوكوشيما | البيانات المناخية لـفوكوشيما | البيانات المناخية لـفوكوشيما | البيانات المناخية لـفوكوشيما | البيانات المناخية لـفوكوشيما | البيانات المناخية لـفوكوشيما |
| الشهر                               | يناير                        | فبراير                       | مارس                         | أبريل                        | مايو                         | يونيو                        | يوليو                        | أغسطس                        | سبتمبر                       | أكتوبر                       | نوفمبر                       | ديسمبر                       | المعدل السنوي                |
| ----------------------------------- | ---------------------------- | ---------------------------- | ---------------------------- | ---------------------------- | ---------------------------- | ---------------------------- | ---------------------------- | ---------------------------- | ---------------------------- | ---------------------------- | ---------------------------- | ---------------------------- | ---------------------------- |
| الدرجة القصوى °م (°ف)               | 17.8 (64.0)                  | 21.4 (70.5)                  | 25.1 (77.2)                  | 32.2 (90.0)                  | 35.3 (95.5)                  | 36.7 (98.1)                  | 39.0 (102.2)                 | 38.9 (102.0)                 | 37.3 (99.1)                  | 30.0 (86.0)                  | 26.0 (78.8)                  | 22.1 (71.8)                  | 39.0 (102.2)                 |
| الحد الأقصى المتوسط °م (°ف)         | 12.3 (54.1)                  | 14.3 (57.7)                  | 19.1 (66.4)                  | 27.1 (80.8)                  | 30.5 (86.9)                  | 32.6 (90.7)                  | 35.1 (95.2)                  | 35.7 (96.3)                  | 32.8 (91.0)                  | 26.5 (79.7)                  | 21.0 (69.8)                  | 16.0 (60.8)                  | 36.4 (97.5)                  |
| متوسط درجة الحرارة الكبرى °م (°ف)   | 5.5 (41.9)                   | 6.5 (43.7)                   | 10.4 (50.7)                  | 17.4 (63.3)                  | 22.5 (72.5)                  | 25.2 (77.4)                  | 28.3 (82.9)                  | 30.4 (86.7)                  | 25.6 (78.1)                  | 20.0 (68.0)                  | 14.1 (57.4)                  | 8.7 (47.7)                   | 17.9 (64.2)                  |
| المتوسط اليومي °م (°ف)              | 1.6 (34.9)                   | 2.2 (36.0)                   | 5.3 (41.5)                   | 11.5 (52.7)                  | 16.6 (61.9)                  | 20.1 (68.2)                  | 23.6 (74.5)                  | 25.4 (77.7)                  | 21.1 (70.0)                  | 15.1 (59.2)                  | 9.2 (48.6)                   | 4.4 (39.9)                   | 13.0 (55.4)                  |
| متوسط درجة الحرارة الصغرى °م (°ف)   | −1.8 (28.8)                  | −1.5 (29.3)                  | 0.9 (33.6)                   | 6.2 (43.2)                   | 11.5 (52.7)                  | 16.1 (61.0)                  | 20.1 (68.2)                  | 21.8 (71.2)                  | 17.6 (63.7)                  | 11.0 (51.8)                  | 4.8 (40.6)                   | 0.7 (33.3)                   | 8.9 (48.0)                   |
| الحد الأدنى المتوسط °م (°ف)         | −6 (21)                      | −5.9 (21.4)                  | −3.7 (25.3)                  | 0.1 (32.2)                   | 5.7 (42.3)                   | 11.1 (52.0)                  | 15.7 (60.3)                  | 17.4 (63.3)                  | 11.4 (52.5)                  | 4.5 (40.1)                   | −1 (30)                      | −3.8 (25.2)                  | −6.7 (19.9)                  |
| أدنى درجة حرارة °م (°ف)             | −10.2 (13.6)                 | −11.5 (11.3)                 | −8.6 (16.5)                  | −3.1 (26.4)                  | 0.5 (32.9)                   | 8.3 (46.9)                   | 9.1 (48.4)                   | 13.0 (55.4)                  | 6.9 (44.4)                   | −0.5 (31.1)                  | −3.9 (25.0)                  | −10.1 (13.8)                 | −11.5 (11.3)                 |
| الهطول مم (إنش)                     | 49.4 (1.94)                  | 44.3 (1.74)                  | 75.6 (2.98)                  | 81.0 (3.19)                  | 92.6 (3.65)                  | 122.1 (4.81)                 | 160.4 (6.31)                 | 154.0 (6.06)                 | 160.3 (6.31)                 | 119.1 (4.69)                 | 65.5 (2.58)                  | 41.8 (1.65)                  | 1٬166 (45.91)                |
| متوسط تساقط الثلوج سم (إنش)         | 74 (29)                      | 57 (22)                      | 24 (9.4)                     | 1 (0.4)                      | 0 (0)                        | 0 (0)                        | 0 (0)                        | 0 (0)                        | 0 (0)                        | 0 (0)                        | 1 (0.4)                      | 28 (11)                      | 189 (74)                     |
| متوسط أيام هطول الأمطار (≥ ≧0.5mm)  | 10.8                         | 9.0                          | 10.0                         | 8.7                          | 9.7                          | 11.8                         | 14.7                         | 11.4                         | 12.3                         | 9.6                          | 8.1                          | 9.2                          | 125.2                        |
| متوسط الأيام المثلجة (≥ ≧5cm)       | 9.9                          | 6.7                          | 2.4                          | 0.2                          | 0.0                          | 0.0                          | 0.0                          | 0.0                          | 0.0                          | 0.0                          | 0.2                          | 3.0                          | 22.9                         |
| متوسط الرطوبة النسبية (%)           | 68                           | 64                           | 61                           | 59                           | 63                           | 72                           | 77                           | 75                           | 76                           | 72                           | 69                           | 68                           | 69                           |
| ساعات سطوع الشمس الشهرية            | 132.0                        | 142.3                        | 174.2                        | 186.4                        | 187.5                        | 136.6                        | 123.6                        | 152.5                        | 114.2                        | 135.8                        | 128.3                        | 125.2                        | 1٬738٫8                      |
| المصدر: Japan Meteorological Agency |                              |                              |                              |                              |                              |                              |                              |                              |                              |                              |                              |                              |                              |

## توأمة
لفوكوشيما (فوكوشيما) اتفاقيات توأمة مع:
- شتاتبرغن

## أعلام
- هيروتو موجي
- شيغيوشي سوزوكي
- هيديتوشي تاكاهاشي
- أساكو تاكاكورا
- يجورو يامادا